# Stazione di Rifembergo
La stazione di Rifembergo (in sloveno Branik) è una fermata ferroviaria posta sulla linea Jesenice-Trieste (Transalpina). Serve il centro abitato di Rifembergo, frazione del comune di Nova Gorica.

## Storia
La fermata venne attivata nel 1906 come parte della linea Jesenice-Trieste con il nome di Reifenberg.
Dopo la prima guerra mondiale, con l'annessione della Venezia Giulia al Regno d'Italia, la linea passò sotto l'amministrazione delle Ferrovie dello Stato, che ribattezzarono la fermata come Castel Rifembergo.
Dopo la seconda guerra mondiale il territorio venne annesso alla Jugoslavia e riprese il nome Branik.
Dal 1991 appartiene alla rete slovena (Slovenske železnice).